# 鹿島祐徳ロードレース大会
鹿島祐徳ロードレース大会（かしまゆうとくロードレースたいかい）は、佐賀県鹿島市で毎年2月に開催される日本陸上競技連盟公認のハーフマラソン大会。

## 概要
戦後間もない1952年（昭和27年）に地域を活気付けることを目的に第1回大会が開催された、市民マラソンとしては歴史の長い大会。当初は20キロの大会として行われており、37回までは引き続き20キロ、第38から49回までは30キロで行われ、2001年の第50回大会からハーフマラソンとなった。ハーフマラソンのほか10キロ、3キロ、2キロ、ジョギングなどの部門があり、ハーフマラソンと10キロは日本陸連公認大会となっている。長い歴史にふさわしくこれまでに著名な選手が多数出場しており、メキシコ五輪マラソン代表の佐々木精一郎が第16回大会から三連覇したほか、モスクワ五輪代表の喜多秀喜、30キロロードの元日本記録保持者の西本一也、1995年世界陸上代表の早田俊幸、佐賀陸上競技協会会長の末次康裕らが優勝者として名を連ねている。
2011年の第60回大会では箱根駅伝などで知名度の高い関東学生陸上競技連盟所属大学の選手が招待選手として初めて参加。これをきっかけに鹿島市では鹿島市陸上競技場・クロスカントリーコースなどがある蟻尾山公園を中心に陸上長距離などのスポーツ合宿誘致を行っており、この年以降、合宿に参加した大学・実業団の選手も多数参加し、大東文化大学の市田孝や東洋大学の田口雅也らがハーフマラソンで優勝を果たしている。仮装ランナーなどが多数参加する市民マラソンが流行する中、競技志向の高い市民マラソン大会となっている。
2020年（令和2年）の第69回大会は新型コロナウイルスの感染拡大に伴い県内外から参加されるランナーの皆様、大会スタッフ、ボランティア等の多くの関係者の安全・安心の確保が難しいと判断し、中止となった。
2021年（令和3年）の第70回大会は2月28日に開催予定していたが中止と決定。翌年の2022年（令和4年）2月27日に第70回大会を延期するとしたが、新型コロナウイルス感染症の今後の流行予測が困難なことや、季節性インフルエンザの流行の予測から、参加選手やスタッフの感染防止策を徹底できないことが挙げられ中止とし、翌年の2023年（令和5年）2月26日に第70回大会を延期するとした。

## 運営
- 主催：一般財団法人佐賀陸上競技協会、一般財団法人鹿島市スポーツ協会
- 共催：鹿島市、鹿島市教育委員会、祐徳稲荷神社、祐徳自動車、佐賀新聞社

## コース
鹿島市古枝の祐徳稲荷神社参道にある林業体育館前を発着点とし、鹿島市中心部を通り抜けて嬉野市塩田町下野辺田で折り返す。高低差が少ないコースで、出場選手のレベルから高速レースとなる傾向にある。

## 歴代優勝者
ハーフマラソンのみ（55回大会以降）
| 回数 | 開催日        | ハーフ 一般男子（18歳 - 39歳） | ハーフ 一般男子（18歳 - 39歳） | ハーフ 一般男子（18歳 - 39歳） | ハーフ 一般女子（18歳以上） | ハーフ 一般女子（18歳以上） | ハーフ 一般女子（18歳以上） |                    |               |
| 回数 | 開催日        | 氏名                           | 所属                           | 記録                           | 氏名                        | 所属                        | 記録                        |                    |               |
| ---- | ------------- | ------------------------------ | ------------------------------ | ------------------------------ | --------------------------- | --------------------------- | --------------------------- | ------------------ | ------------- |
| 回数 | 開催日        | 55                             | 2006年2月26日                  | 渡辺洋一                       | 三菱重工長崎                | 1時間04分35秒               | 林敬熙                      | 水原市役所         | 1時間13分52秒 |
| 回数 | 開催日        | 56                             | 2007年2月25日                  | 塚本秀志                       | 黒崎播磨                    | 1時間03分52秒               | 岡部桃子                    | 戸畑商業高校       | 1時間16分59秒 |
| 回数 | 開催日        | 57                             | 2008年2月24日                  | 坂田健児                       | 黒崎播磨                    | 1時間05分49秒               | 岡部桃子                    | 西南女学院大学     | 1時間18分27秒 |
| 回数 | 開催日        | 58                             | 2009年2月22日                  | 黒木文太                       | 安川電機                    | 1時間04分36秒               | 吉冨博子                    | FirstDream         | 1時間17分19秒 |
| 回数 | 開催日        | 59                             | 2010年2月28日                  | 井出上隼人                     | トヨタ自動車九州            | 1時間05分08秒               | 松尾智子                    | 佐世保重工         | 1時間25分06秒 |
| 回数 | 開催日        | 60                             | 2011年2月27日                  | 小池寛明                       | 東洋大学                    | 1時間05分04秒               | 片渕恭子                    | 鶴田整形外科       | 1時間22分22秒 |
| 回数 | 開催日        | 61                             | 2012年2月26日                  | 市田孝                         | 大東文化大学                | 1時間04分20秒               | 吉冨博子                    | ファーストドリーム | 1時間12分35秒 |
| 回数 | 開催日        | 62                             | 2013年2月24日                  | キラグ・ジュグナ               | ひらまつ病院                | 1時間04分00秒               | 渡辺眞由美                  | 大東文化大学       | 1時間14分51秒 |
| 63   | 2014年2月23日 | 田口雅也                       | 東洋大学                       | 1時間03分05秒                  | 俵千香                      | Eランナーズ                 | 1時間18分58秒               |                    |               |
| 64   | 2015年2月22日 | 牟田祐樹                       | 明治大学                       | 1時間04分38秒                  | 崎浜絵美                    | ナンチク                    | 1時間18分17秒               |                    |               |
| 65   | 2016年2月28日 | 小野田勇次                     | 青山学院大学                   | 1時間04分57秒                  | 崎浜絵美                    | ナンチク                    | 1時間18分09秒               |                    |               |
| 66   | 2017年2月26日 | 川上遼平                       | カネボウ                       | 1時間04分58秒                  | 文村美和                    |                             | 1時間22分12秒               |                    |               |
| 67   | 2018年2月25日 | 下田裕太                       | 青山学院大学                   | 1時間03分20秒                  | 森野夏歩                    | 長崎県立大学                | 1時間22分13秒               |                    |               |
| 68   | 2019年2月24日 | 橋本龍一                       | 順天堂大学                     | 1時間04分40秒                  | 吉冨博子                    | メモリード                  | 1時間15分01秒               |                    |               |